# Luthergarten Wittenberg

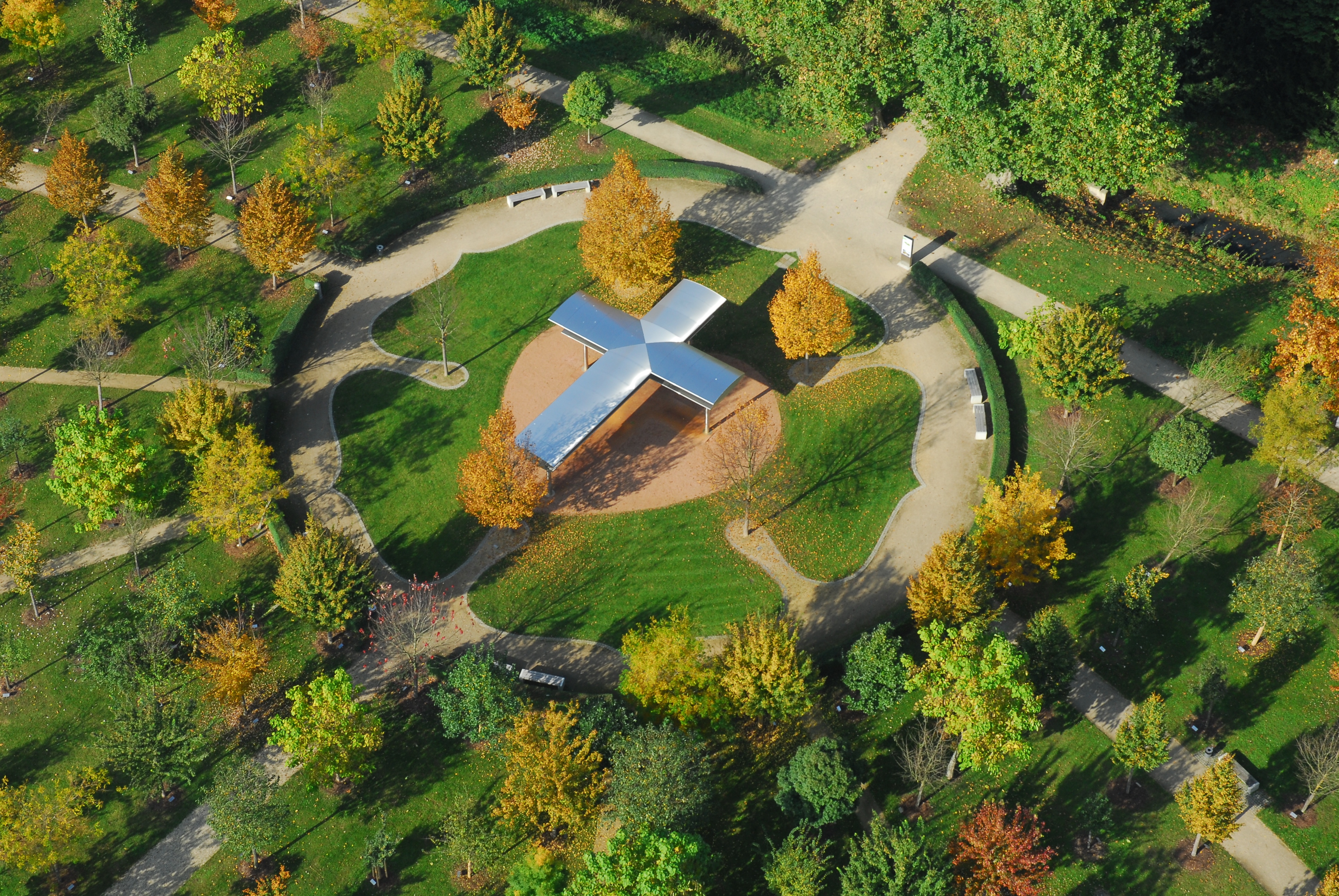
Luthergarten, Luftaufnahme Oktober 2017

Der Luthergarten Wittenberg ist eine Parkanlage südwestlich der Altstadt von Lutherstadt Wittenberg in Sachsen-Anhalt.

## Hintergrund
Im Jahr 2017 feierte die Stadt mit der Luther-Dekade das 500-jährige Jubiläum der Reformation. Als Symbol für deren weltweite Ausstrahlung wurden seit 2009 500 Bäume im Luthergarten und in seiner Umgebung gepflanzt. Der Martin Luther zugeschriebene Satz „Auch wenn ich wüsste, dass morgen die Welt zugrunde geht, würde ich heute noch einen Apfelbaum pflanzen“ war Ursprung des Projektes.
Kirchen aus aller Welt und aller Konfessionen waren eingeladen, selbst einen Baum zu pflanzen oder die Patenschaft über einen der 500 Bäume zu übernehmen und gleichzeitig einen Baum im Gebiet ihrer Heimatkirche zu pflanzen. Durch jeweilige Beschriftungen wird die Verbindung zu Wittenberg dokumentiert. Auf diese Weise wurde ein weltweites ökumenisches Netz gespannt. Es wurde ein Zeichen der Verbundenheit und Versöhnung der Kirchen weltweit gesetzt, wovon Impulse für die Stadt, die Region, das Land und darüber hinaus ausgehen.
Für die römisch-katholische Kirche pflanzte Kardinal Walter Kasper, Präsident des Päpstlichen Rats zur Förderung der Einheit der Christen, am 1. November 2009 im Mittelbereich des Luthergartens eine Linde. Sein Nachfolger Kurt Koch pflanzte am 23. Januar 2011 als Gegenstück einen Olivenbaum bei der römischen Papstbasilika Sankt Paul vor den Mauern.

## Gestaltung
Das Projekt wurde durch den Lutherischen Weltbund initiiert und geht auf Planungen des Landschaftsarchitekten Andreas Kipar zurück. Der Garten hat eine ovale Form. In seinem Zentrum ist ein Platz in Form einer Lutherrose angelegt, in dessen Mittelpunkt ein mit Travertin-Platten verkleidetes Kreuz steht. Von dem Platz führen sieben Wege symbolisch in die Welt; fünf davon bilden die sogenannten internationalen Alleen. An ihnen stehen Bäume aus verschiedenen Kontinenten, um den ökumenischen Charakter des Projekts zu betonen. Als Baum für Nordamerika wurde z. B. der Rot-Ahorn vorgesehen, für Afrika der Feldahorn und für die asiatische und pazifische Region der Feuer-Ahorn. Streuobstwiesen mit einheimischen Gehölzen bilden die Räume zwischen den Alleen. Die Rasenfläche wird als ganzjährig blühende Wiesenfläche gestaltet. Der neue Park berücksichtigt das schon vorhandene Wegesystem der Parkanlagen. Einzelne Wege führen ins Zentrum der Stadt, zur Schlosskirche und zur Stadtkirche als Denkmalen der Reformationsgeschichte. Der Garten ist mit 270 Bäumen aus aller Welt bepflanzt. Weitere 230 Gehölze wurden im Bereich der alten Wallanlagen der Stadt eingesetzt.